# Campeonato Mundial de Bádminton de 2018
El XXIV Campeonato Mundial de Bádminton se celebró en Nankín (China) entre el 30 de julio y el 5 de agosto de 2018 bajo la organización de la Federación Mundial de Bádminton (BWF) y la Federación China de Bádminton.
Las competiciones se realizaron en el Parque Deportivo Olímpico Juvenil de Nankín.

## Calendario
| P | Preliminares | ⅛ | Octavos de final | ¼ | Cuartos de final | ½ | Semifinales | F | Finales |

| Julio/agosto de 2018 | 30 Lun | 31 Mar | 01 Mié | 02 Jue | 03 Vie | 04 Sáb | 05 Dom |
| -------------------- | ------ | ------ | ------ | ------ | ------ | ------ | ------ |
| Individual masculino | P      | P      | P      | ⅛      | ¼      | ½      | F      |
| Dobles masculino     | P      | P      | P      | ⅛      | ¼      | ½      | F      |
| Individual femenino  | P      | P      | P      | ⅛      | ¼      | ½      | F      |
| Dobles femenino      | P      | P      | P      | ⅛      | ¼      | ½      | F      |
| Dobles mixto         | P      | P      | P      | ⅛      | ¼      | ½      | F      |

## Medallistas
| Evento               | Oro                                  | Plata                              | Bronce                                                                     |
| -------------------- | ------------------------------------ | ---------------------------------- | -------------------------------------------------------------------------- |
| Individual masculino | Kento Momota Japón                   | Shi Yuqi China                     | Chen Long China Liew Daren Malasia                                         |
| Dobles masculino     | Li Junhui Liu Yuchen China           | Takeshi Kamura Keigo Sonoda Japón  | Chen Hung-Ling Wang Chi-Lin China Taipéi Liu Cheng Zhang Nan China         |
| Individual femenino  | Carolina Marín · España              | Pusarla Sindhu India               | He Bingjiao China Akane Yamaguchi Japón                                    |
| Dobles femenino      | Mayu Matsumoto Wakana Nagahara Japón | Yuki Fukushima Sayaka Hirota Japón | Greysia Polii Apriyani Rahayu Indonesia Shiho Tanaka Koharu Yonemoto Japón |
| Dobles mixto         | Zheng Siwei Huang Yaqiong China      | Wang Yilyu Huang Dongping China    | Tang Chun Man Tse Ying Suet Hong Kong Zhang Nan Li Yinhui China            |

## Medallero
| Núm. | País         | Oro | Plata | Bronce | Total |
| ---- | ------------ | --- | ----- | ------ | ----- |
| 1    | China        | 2   | 2     | 4      | 8     |
| 2    | Japón        | 2   | 2     | 2      | 6     |
| 3    | España       | 1   | 0     | 0      | 1     |
| 4    | India        | 0   | 1     | 0      | 1     |
| 5    | China Taipéi | 0   | 0     | 1      | 1     |
| 5    | Hong Kong    | 0   | 0     | 1      | 1     |
| 5    | Indonesia    | 0   | 0     | 1      | 1     |
| 5    | Malasia      | 0   | 0     | 1      | 1     |
|      | TOTAL        | 5   | 5     | 10     | 20    |